# Kate Flannery
Kate Flannery (n. 10 iunie 1964, Pennsylvania, SUA) este o actriță americană. După munca ei timpurie în teatru, Flannery a avut succes pe ecran, interpretând-o pe Meredith Palmer în serialul NBC La birou (The Office), rol care i-a adus două premii ale Sindicatului Actorilor.

## Filmografie

### Film
| An   | Titlu                              | Rol                   | Note        |
| ---- | ---------------------------------- | --------------------- | ----------- |
| 1999 | Can't Stop Dancing                 | Tonia                 |             |
| 1999 | Trick                              | Ridiculous Writer     |             |
| 2000 | Amy Stiller's Breast               | Reporter              | Scurtmetraj |
| 2002 | Life Without Dick                  | Crampy Legs Partygoer |             |
| 2003 | Carolina                           | Café Waitress         |             |
| 2005 | The Heir Apparent                  | Heidi                 | Scurtmetraj |
| 2005 | I'm Not Gay                        | Secretary             | Scurtmetraj |
| 2006 | Danny Roane: First Time Director   | Marla                 |             |
| 2007 | Jesus People                       | Sharon Nyenhuis       | Scurtmetraj |
| 2007 | Wild Girls Gone                    | Reading Circle #4     |             |
| 2009 | Coco Lipshitz: Behind the Laughter | Reporter              | Scurtmetraj |
| 2009 | You                                | Airline Counter Girl  |             |
| 2010 | Finger Babies                      | Teacher               | Video short |
| 2012 | Love or Whatever                   | Rosemary              |             |
| 2014 | At the Devil's Door                | Rosemary              |             |
| 2014 | Break Point                        | Commonwealth Rep      |             |
| 2014 | Helicopter Mom                     | Norma                 |             |
| 2014 | Cooties                            | Charman               |             |
| 2015 | Emergency Contact                  | Carol                 | Scurtmetraj |
| 2015 | Dial a Prayer                      | Cora's coworker       |             |
| 2015 | Slow Learners                      | Principal Miller      |             |
| 2016 | 4th Man Out                        | Karen                 |             |
| 2017 | How to Get Girls                   | Linda Fox             |             |
| 2018 | Fishbowl California                | Susan                 |             |
| 2018 | Stuck                              | Ms. Jenkins           |             |
| 2020 | Golden Arm                         | Randy                 |             |
| 2022 | The Prank                          |                       |             |

### Televiziune
| An        | Titlu                            | Rol                        | Note                                               |
| --------- | -------------------------------- | -------------------------- | -------------------------------------------------- |
| 2001      | Spyder Games                     | Bunny                      | Rol secundar (5 episoade)                          |
| 2002      | Curb Your Enthusiasm             | Cop #2                     | Episodul: "The Corpse-Sniffing Dog"                |
| 2002      | Saturday Night Live              | Lucy (voce)                | Episodul: "Al Gore/Phish"                          |
| 2003      | Boomtown                         | Tracey                     | Episodul: "Inadmissable"                           |
| 2004      | Crossballs: The Debate Show      |                            | Episodul: "Plastic Surgery: Nip-pocalypse?"        |
| 2004      | The Bernie Mac Show              | Christopher's Mom          | Episodul: "Stiff Upper Lip"                        |
| 2005–2013 | The Office                       | Meredith Palmer            | Rol principal (187 episoade)                       |
| 2006      | The Office: The Accountants      | Meredith Palmer            | Episodul: "Meredith"                               |
| 2008      | The Office: The Outburst         | Meredith Palmer            | Episodul: "The Explanation"                        |
| 2008      | Iron Chef America                | Rolul ei, juriu            | Episodul: "Morimoto vs. Mason"                     |
| 2009      | Rise and Fall of Tuck Johnson    | Nikki Strokums             | Serial TV                                          |
| 2009      | The Office: Blackmail            | Meredith Palmer            | Serial TV                                          |
| 2009      | The Jay Leno Show                | Wendy / Mrs. Claus         | episoade: "1.10", "1.69"                           |
| 2010      | Wizards of Waverly Place         | Elaine Finkle              | Episodul: "Wizards vs. Finkles"                    |
| 2010      | The Office: The 3rd Floor        | Meredith Palmer            | episoade: "The Final Product", "Moving On"         |
| 2011      | The Soup                         | Brenna                     | Episodul: "The Soup Awards"                        |
| 2011      | The Christmas Pageant            | Beverly Simmons            | TV film                                            |
| 2011      | The Life & Times of Tim          | Irene / Jean Gillis (voce) | 2 episoade                                         |
| 2013      | Jessie                           | Corporal Cookie            | Episodul: "G.I. Jessie"                            |
| 2015–2018 | Steven Universe                  | Barb Miller (voce)         | 5 episoade                                         |
| 2015–2018 | Another Period                   | Anne Sullivan              | 2 episoade                                         |
| 2016      | Brooklyn Nine-Nine               | "Mean" Marge Bronigan      | Episodul: "Adrian Pimento"                         |
| 2016      | New Girl                         | Mary Ellen                 | Episodul: "Hubbedy Bubby"                          |
| 2016      | Disengaged                       | Chef                       | Super Deluxe web series; episode "Food and Wine"   |
| 2016      | American Housewife               | Crossing Guard Sandy       | 2 episoade                                         |
| 2017–2019 | OK K.O.! Let's Be Heroes         | Carol                      | Rol principal                                      |
| 2017      | Kevin (Probably) Saves the World | Ann Russo                  | Episodul: "How to Be Good"                         |
| 2018      | All Night                        | Principal Saperstein       | 9 episoade                                         |
| 2018      | Liza on Demand                   | Karaoke Woman              | Episodul: "MoJoe"                                  |
| 2019      | Young Sheldon                    | Nurse Nora                 | Episodul: "A Tummy Ache and a Whale of a Metaphor" |
| 2019–2020 | Summer Camp Island               | Georgina                   | 2 episoade                                         |
| 2019      | Dancing with the Stars           | Concurent                  | 9 episoade                                         |
| 2021      | That Girl Lay Lay                | Mitzy                      | Episodul: “Lay Lay the Legendary”                  |
| 2021      | Magnum P.I.                      | Erin                       | Episodul “Texas Wedge”                             |

#### Dancing with the Stars
| Week # | Dans/Cântec                                                                    | Scor juriu | Scor juriu | Scor juriu | Rezultat       |
| ------ | ------------------------------------------------------------------------------ | ---------- | ---------- | ---------- | -------------- |
| Week # | Dans/Cântec                                                                    | Inaba      | Goodman    | Tonioli    | Rezultat       |
| 1      | Cha-cha-cha / "She Works Hard for the Money"                                   | 5          | 5          | 5          | Fără eliminare |
| 2      | Foxtrot / "Fly Me to the Moon"                                                 | 7          | 7          | 7          | În siguranță   |
| 3      | Quickstep / "9 to 5"                                                           | 8          | 8          | 8          | În siguranță   |
| 4      | Argentine Tango/ "Hands to Myself"                                             | 7          | 71/6       | 6          | În siguranță   |
| 5      | Jazz / "A Spoonful of Sugar"                                                   | 8          | 8          | 8          | Fără eliminare |
| 6      | Viennese waltz / "I Have Nothing"                                              | 9          | 9          | 9          | În siguranță   |
| 7      | Rumba /"Wicked Game" Team Freestyle / "Sweet Dreams"                           | 8          | 8          | 8          | Bottom Two     |
| 8      | Jive /""Heat Wave"" Cha-Cha-Cha / "Gonna Make You Sweat (Everybody Dance Now)" | 8 Won      | 8 Dance    | 8 Off      | Eliminare      |

1 Scor acordat de membrul invitat al juriului Leah Remini.